# Knežica
Knežica es un pueblo ubicado en la municipalidad de Petrovac, en el distrito de Braničevo, Serbia.

## Superficie
Posee una superficie de 14,36 kilómetros cuadrados.

## Demografía
Hasta 2011 la población era de 646 habitantes, con una densidad de población de 44,99 habitantes por kilómetro cuadrado.